# Friedrich Julius Richelot
Friedrich Julius Richelot (Königsberg, 6 de novembro de 1808 — Königsberg, 31 de março de 1875) foi um matemático alemão.
Richelot é autor de diversas publicações em alemão, francês e latim.
Sepultado no Cemitério dos Professores (Königsberg).